# 聖保羅帕克 (明尼蘇達州)
聖保羅帕克（英語：St. Paul Park）是一個位於美國明尼蘇達州華盛頓縣的城市。

## 人口
根據2020年美國人口普查的數據，聖保羅帕克的面積為9.29平方千米，當中陸地面積為7.76平方千米，而水域面積為1.52平方千米。當地共有人口5544人，而人口密度為每平方千米597人。